# Metrichia enigmatica
Metrichia enigmatica is een schietmot uit de familie Hydroptilidae. De soort komt voor in het Neotropisch gebied.